# Jan Stefanon
Jan Stefanon (* 2. Jänner 1999 in Hohenems) ist ein österreichischer Fußballspieler.

## Karriere
Stefanon begann seine Karriere beim VfB Hohenems. Im Mai 2015 spielte er gegen den FC Nenzing erstmals für die erste Mannschaft von Hohenems in der Vorarlbergliga. Dies blieb in der Saison 2014/15 sein einziger Einsatz. In der Saison 2015/16 kam er zu sechs Einsätzen in der vierthöchsten Spielklasse, in denen er drei Tore erzielte. Mit Hohenems stieg er zu Saisonende in die Regionalliga auf. In seiner ersten Saison in der dritten Liga erzielte er ein Tor in neun Saisoneinsätzen. In der Saison 2017/18 absolvierte der Stürmer 24 Regionalligapartien und machte dabei neun Tore. In der Spielzeit 2018/19 erzielte er in 23 Spiele 17 Tore, in der Saison 2019/20 kam er bis zum Saisonabbruch zu 18 Einsätzen und 15 Saisontoren.
Nach insgesamt 88 Einsätzen für Hohenems wechselte Stefanon im Jänner 2021 zum Zweitligisten SC Austria Lustenau, bei dem er einen bis Juni 2022 laufenden Vertrag erhielt. Sein Debüt in der 2. Liga gab er im Februar 2021, als er am 14. Spieltag der Saison 2020/21 gegen den FC Liefering in der Halbzeitpause für Wallace eingewechselt wurde. Für Lustenau kam er zu 39 Zweitligaeinsätzen, ehe er mit dem Team am Ende der Saison 2021/22 in die Bundesliga aufstieg.
In der höchsten Spielklasse kam er zu zwei Einsätzen, ehe er im August 2022 an den Zweitligisten FC Dornbirn 1913 verliehen wurde. Für Dornbirn kam er während der Leihe zu 24 Zweitligaeinsätzen, in denen er dreimal traf. Zur Saison 2023/24 kehrte er dann nicht mehr nach Lustenau zurück, sondern wechselte fest zum Zweitligisten Grazer AK, bei dem er einen bis Juni 2025 laufenden Vertrag erhielt. Für den GAK kam er zu zehn Zweitligaeinsätzen, mit den Steirern stieg er zu Saisonende ebenfalls in die Bundesliga auf.
Den Aufstieg macht Stefanon aber nicht mit, er wechselte zur Saison 2024/25 zum Zweitligisten Schwarz-Weiß Bregenz.